# Golas
Golas (en francès Goulles) és un municipi francès situat al departament de la Corresa i a la regió de la Nova Aquitània.
| 1962 | 1968 | 1975 | 1982 | 1990 | 1999 | 2007 | 2015 |
| ---- | ---- | ---- | ---- | ---- | ---- | ---- | ---- |
| 516  | 548  | 524  | 481  | 413  | 334  | 346  | 321  |

## Batlles
- 2001-… :Hervé Rouanne, sense partit